# Marcus Jonsson
Marcus Jonsson, född 24 juli 1980 i Bjursås församling, Kopparbergs län, är en svensk politiker (kristdemokrat). Han var riksdagsledamot (tjänstgörande ersättare) 14 januari–20 februari 2020 för Stockholms läns valkrets.
Jonsson var tjänstgörande ersättare i riksdagen för Jakob Forssmed under perioden 14 januari–20 februari 2020. I riksdagen var han suppleant i utrikesutskottet och extra suppleant i skatteutskottet.